# Nicolaas Bloembergen
Nicolaas Bloembergen (Dordrecht, Holanda Meridional; 11 de marzo de 1920-Tucson, Arizona; 5 de septiembre de 2017) fue un físico y profesor universitario estadounidense  de origen neerlandés, galardonado con el Premio Nobel de Física de 1981.

## Biografía
Estudió física en la Universidad de Utrecht y en la Leiden, donde se doctoró en 1948.
En 1945 Bloembergen dejó su país y huyó de la devastación de la Segunda Guerra Mundial a los Estados Unidos, donde se convirtió posteriormente en profesor de la Universidad de Harvard y, a partir de 1957, en catedrático. Consiguió la ciudadanía estadounidense en 1958.

## Investigaciones científicas
En 1945, Bloembergen amplió sus estudios en la Universidad de Harvard, entrando a formar parte del equipo de Edward Purcell que seis semanas antes de su llegada había descubierto la resonancia magnética nuclear (RMN). Bloembergen fue designado en aquel momento responsable de desarrollar la primera máquina de RMN. Durante su estancia en Harvard como estudiante de postgrado recibió clases de los físicos Julian Schwinger y John van Vleck.
El 1981 fue galardonado con el Premio Nobel de Física junto con Arthur Leonard Schawlow y Kai Siegbahn por sus trabajos sobre la espectroscopia. Bloembergen y Schawlow centraron sus investigaciones sobre la materia indetectable en los láseres.

## Algunas publicaciones
- Nonlinear Optics. Notas de Conferencia y volumen reimpreso, Benjamin 1965, 1977
- Topics in nonlinear optics - Selected papers of N. Bloembergen. Bangalore, Indian Academy of Sciences 1982
- Nonlinear Optics. 4.ª ed. World Scientific 1996
- Encounters in nonlinear optics. Selected Papers of N. Bloembergen with commentary. World Scientific 1996
- Nuclear magnetic relaxation. Den Haag 1948